# Joseph Bähr
Ne doit pas être confondu avec Joseph Beer.
Joseph Bähr, également appelé Bär ou Behr, (né le 19 février 1770 à Deiningen, décédé le 7 août 1819 à Vienne (Autriche)) est un clarinettiste allemand.

## Biographie
Joseph Bähr est le fils du boulanger Andreas Beer ; on ne sait cependant pas de laquelle des nombreuses épouses de son père il est le fils. Entre 1782 et 1783, Joseph Bähr est discantiste à l'église paroissiale de St. Alban à Wallerstein et, à partir de 1783, membre de la chapelle de la cour du prince Kraft Ernst zu Oettingen-Wallerstein en tant que violoniste. Après avoir reçu une clarinette en cadeau de la part de Kraft Ernst zu Oettingen-Wallerstein (de) en 1785, Bähr se consacre de plus en plus à la pratique de cet instrument. En mai de la même année, il figure dans la liste de la chapelle de la cour dirigée par le maître de chapelle Antonio Rosetti en tant que deuxième violon et clarinettiste avec un salaire annuel de 96 florins. En 1787, à l'instigation de Kraft Ernst zu Oettingen-Wallerstein, Joseph Bähr prend des cours de clarinette à Würzburg auprès du premier clarinettiste de la chapelle de la cour du prince-évêque, Philipp Meißner. Jusqu'en 1796, Joseph Bähr travaille comme instrumentiste à vent de la musique d'harmonie du prince zu Oettingen-Wallerstein et est également violoniste de la chapelle de la cour princière de Wallerstein sous la direction de Rosetti et de ses successeurs Georg Feldmayr, Paul Wineberger et Friedrich Witt.
En 1788, Joseph Bähr donne son premier concert de clarinette, en compagnie du flûtiste Alois Ernst, à l'auberge Zum Weißen Lamm à Augsbourg. Peu de temps après, Joseph Bähr, Alois Ernst et la pianiste Nannette Streicher (née Stein) donnent un autre concert dans la Hochgräflich Fuggerischen Saal toujours à Augsbourg. En 1793 et 1794, Joseph Bähr part en tournée de concerts avec le violoncelliste Friedrich Witt en Thuringe, à Ludwigslust, à Berlin et à Potsdam, au cours desquels Bähr connait également le succès avec des compositions de Witt. Pendant les concerts en Prusse, Joseph Bähr a probablement aussi rencontré son homonyme, le musicien de la cour royale prussienne Joseph Beer. Le second corniste prussien Karl Türrschmidt est fasciné par les prestations de Witt et de Bähr ; en même temps, il regrettait « puisque nous avons déjà un Bähr, cela donnerait un bel attelage, car notre autre clarinettiste est mauvais de cœur ». En 1796, Witt et Bähr ne reviennent pas à Wallerstein après une tournée de concerts à Vienne. Witt quitte peu après la métropole de la monarchie impériale et royale ; Bähr y restera toute sa vie.
En 1796, le prince Alois Ier zu Liechtenstein nomme Joseph Bähr à la place de Johann Klein, parti au service de l'empereur, avec un salaire annuel de 400 florins dans son orchestre d'harmonie dirigée par Joseph Triebensee. En tant que membre de l'orchestre de chambre et de théâtre princier, Bähr joue à Vienne, et pendant la saison de la chasse également aux châteaux de Feldsberg et d'Eisgrub (de), ainsi qu'au théâtre de banlieue de Penzing et au Stadtpalais Liechtenstein (de).
Parallèlement, Joseph Bähr se produit à Vienne en tant que soliste et musicien de chambre. En 1797, il joue lors de la première du quintette pour piano et vents op. 16 de Ludwig van Beethoven avec le Quatuor Schuppanzigh, le compositeur se chargeant lui-même du piano, tout comme lors d'une autre représentation le 2 avril 1798 par la Wiener Tonkünstler-Sozietät au Hofburgtheater. Le 1er avril 1798, Bähr donne un autre concerto pour clarinette au Hofburgtheater. Toujours au Hofburgtheater, Bähr participa le 2 avril 1800 à la création du septuor pour cordes et vents op. 20 lors d'un concert organisé par Beethoven lui-même. Le 4 avril 1803, Bähr donne dans la même salle le concerto pour clarinette de Friedrich Witt lors d'un concert de la Tonkünstler-Societät. Au Hof- und Nationaltheater, le 5 avril 1805, Bähr joue la partie de première clarinette lors de la première du sextuor à vent op. 71 de Beethoven dans le cadre d'un concert de bienfaisance du quatuor Schuppanzigh ; ce fut également sa dernière grande apparition. En raison de problèmes de poitrine de plus en plus inquiétants, Joseph Bähr demande à prendre sa retraite en décembre 1807. Au début de l'année 1808, la chancellerie de la cour du Liechtenstein accorde à Bähr un salaire annuel de 200 florins.
Le trio avec piano op. 11 de Beethoven, composé en 1797, est peut-être une commande de Bähr. Joseph Bähr se marie en 1802 à Barbara Prem, de onze ans sa cadette, et le mariage n'aura pas d'enfants. Depuis le 15 mai 1803, il est membre de la Wiener Tonkünstler-Sozietät.
Joseph Bähr meurt en 1819 d'une fièvre frénétique. Sa veuve décéde deux ans plus tard, à l'âge de 39 ans, de consomption pulmonaire .

## Confusion avec Joseph Beer
L'assimilation par le musicologue Ludwig Schiedermair, dans son étude parue en 1907 Die Blütezeit der Öttingen-Wallerstein'schen Hofkapelle , de Franz Joseph Bähr à son homonyme Johann Joseph Beer (1744-1812), actif à Berlin, a longtemps entraîné une confusion sur le ou les clarinettistes Joseph Beer. Jon R. Piersol a émis en 1972 dans sa thèse The Oettingen-Wallerstein Hofkapelle and its Wind Music l'hypothèse que le clarinettiste de Wallerstein et le clarinettiste viennois Joseph Bähr étaient une seule et même personne. Un peu plus tard, Ulrich Rau se rallia à cette thèse dans sa thèse de doctorat. Comme il n'avait pas eu connaissance du travail de Karl Maria Pisarowitz (tout comme Günther Grünsteudel), il fit la distinction entre les trois clarinettistes Joseph Beer : le Beer de Berlin, le Beer de Vienne et le Beer de Wallerstein. En 1973 déjà, Karl Maria Pisarowitz avait dissipé toutes les erreurs dans son essai Der Bär, man man aufband uns et démontré que Joseph Bähr était le même que le clarinettiste de Wallerstein.